# Loose Change
Loose Change is een documentaire, geschreven en geregisseerd door Dylan Avery en geproduceerd door Korey Rowe en Jason Bermas. De documentaire geeft een alternatieve lezing van de achtergrond van de terroristische aanslagen op het World Trade Center op 11 september 2001. In de documentaire wordt beweerd dat niet Al-Qaida maar de Amerikaanse regering achter de aanslagen zat. 
De film is controversieel. Sommige theorieën in de documentaire zouden al zijn achterhaald, enkele theorieën zijn niet ontkracht, en worden door sommige geleerden en ooggetuigen onderschreven. In een nieuwe, tweede editie van Loose Change, zijn een aantal nieuwe theorieën toegevoegd en enkele andere gewijzigd. De documentaire is in verkorte vorm in veel landen op de televisie uitgezonden. De film is in Nederland bewerkt door Albert Sterenborg en voorzien van ondertiteling. Sterenborg heeft de film niet gebruikt als bewijs voor de aanslagen maar als onderwerp voor een vraag over waarheid.

## Historie
Avery had het plan om een fictieve documentaire te maken om te laten zien dat er een complot achter de aanslagen zou zitten. Toen hij onderzoek ging doen, kwam hij tot de overtuiging dat zijn theorieën de waarheid bevatten. Na een lange discussie besloot zijn vriend Korey Rowe ook mee te werken aan de documentaire. 
De eerste editie van Loose Change kostte ongeveer 2000 dollar om te maken. Hij werd in april 2005 uitgebracht. In deze editie werd beweerd dat onder de vliegtuigen een raket zou zitten, die op afstand tot ontploffing gebracht zou kunnen worden. In de tweede editie, die uitkwam in november 2005, werd deze theorie volledig verwijderd. Deze versie kostte 6000 dollar, en bevatte meer filmbeelden (gekocht door Avery op eBay). 
In de latere versie, die werd uitgebracht in augustus 2006, zijn een aantal fouten verwijderd, en is auteursrechtelijk beschermd materiaal van het eerste vliegtuig van de Naudetbroers verwijderd.
In september 2009 is een nieuwe versie verschenen, namelijk "Loose Change 9/11: An American Coup".

## Verkrijgbaar
De documentaire is sinds de première gratis verkrijgbaar en verspreidbaar. Aan het einde van de film wordt het verspreiden van de film aangeprezen, om zo nog meer mensen aan het denken te zetten over de aanslagen. Op Google Video stond de documentaire in de top 100, en heeft al vaak de eerste plaats bereikt. Onder andere BNN in Nederland en Canvas in Vlaanderen hebben de ingekorte versie van de documentaire laten zien.

## Presentatie
Loose Change duurt één uur en 22 minuten. De documentaire bevat foto's en videobeelden van CNN, NBC en Fox News. Ook zijn er zelfopgenomen interviews te zien. Af en toe worden er uitspraken in de vorm van tekst vertoond.
Gebeurtenissen waarvan geen opgenomen beelden bestaan, zijn met de computer gegenereerd met een softwarevliegsimulatie.

## Tegenwerpingen
De documentaire ontlokte veel reacties, onder aanhangers van complottheorieën, maar ook - en dat is bijzonder - onder de tegenstanders daarvan, de zogenaamde debunkers. Veel complottheorieën krijgen weinig tot geen aandacht van experts, zoals journalisten of wetenschappers. Vanwege de populariteit van Loose Change zijn veel beweringen uit de documentaire onderzocht op hun juistheid. Door dit onderzoek zijn de meeste beweringen die Avery doet weerlegd, onder andere in een uitzending van Zembla.

## Andere documentaires over dit onderwerp
- 7 Days in September
- 102 Minutes That Changed America
- 911 in Plane Site
- 9/11: Press For Truth
- 9/11
- Fahrenheit 9/11
- The Truth and Lies of 9-11
- Zeitgeist